# Łask (gemeente)
De gemeente Łask is een stad- en landgemeente in het Poolse woiwodschap Łódź, in powiat Łaski.
De zetel van de gemeente is in Łask.
Op 30 juni 2004 telde de gemeente 28 479 inwoners.

## Oppervlakte gegevens
In 2002 bedroeg de totale oppervlakte van gemeente Łask 146,91 km², waarvan:
- agrarisch gebied: 70%
- bossen: 18%

De gemeente beslaat 23,8% van de totale oppervlakte van de powiat.

## Demografie
Stand op 30 juni 2004:
| Omschrijving                   | Totaal | Totaal | Vrouwen | Vrouwen | Mannen | Mannen |
| ------------------------------ | ------ | ------ | ------- | ------- | ------ | ------ |
| eenheid                        | aantal | %      | aantal  | %       | aantal | %      |
| inwoners                       | 28 479 | 100    | 14 782  | 51,9    | 13 697 | 48,1   |
| bevolkingsdichtheid (inw./km²) | 193,9  | 193,9  | 100,6   | 100,6   | 93,2   | 93,2   |

In 2002 bedroeg het gemiddelde inkomen per inwoner 1085,02 zł.

## Administratieve plaatsen (sołectwo)
Aleksandrówek, Anielin, Bałucz, Borszewice, Budy Stryjewskie, Gorczyn, Karszew, Kopyść, Krzucz, Łopatki, Mauryca, Nowe Wrzeszczewice, Okup Mały, Okup Wielki, Orchów, Ostrów, Rembów, Remiszew, Rokitnica, Sięganów, Stryje Księże, Stryje Paskowe, Teodory, Wiewiórczyn, Wola Bałucka, Wola Łaska, Wola Stryjewska, Wronowice, Wrzeszczewice, Nowe Wrzeszczewice, Wydrzyn, Zielęcice.
Zonder de status sołectwo : Grabina,

## Aangrenzende gemeenten
Buczek, Dobroń, Sędziejowice, Szadek, Wodzierady, Zelów, Zduńska Wola